# Indián a sestřička
Indián a sestřička (littéralement, L'Indien et l'infirmière) est un film tchèque réalisé par Dan Wlodarczyk, sorti en 2006. 

## Synopsis
Franta est ouvrier. Pendant ses loisirs, avec ses amis, il devient un Indien. Il rencontre Marie, une infirmière gitane. Leur relation leur attire des problèmes de la part des deux communautés.
Au-delà de la description de la minorité gitane en République tchèque, le film reprend le thème ancien de l'amour entre des membres de communautés opposées.

## Fiche technique
- Réalisation : Dan Wlodarczyk et Jan Stehlík
- Durée : 90 minutes
- Dates de sortie : 
  -  République tchèque : 30 mars 2006
  -  États-Unis : 16 novembre 2006 (Festival international du film de Denver)
  -  Allemagne : 18 novembre 2006 (Festival du film de Cottbus)

## Distribution
- Tomáš Masopust : Franta
- Denisa Demeterová : Marie
- Petr Lnenicka : Wagan
- Ladislav Goral :  Kovác
- Rozita Mertová :  Kovácová
- Mirek Kotlár : Martin
- Koloman Baláz :  Tibor
- Mihok Benedikt : Maros
- Angelika Lakatosová :  Dana
- René Feco : Pavlík
- Tatiana Pauhofová :  Kajovka
- Václav Helšus, Lenka Loubalová, Benedikt Mihok, Monika Krejčí, Tomáš Procházka, Josef Vrána, Jiří Šesták, Alexander Šurkala, Pavel Šimčík